# طارق القلاف
 طارق محمد يوسف القلاف  15 فبراير 1968 هو رياضي كويتي ومن أبطال لعبة المبارزة من فئة ذوي الاحتياجات الخاصة.

## بداياته
بدايته مع نادي المعاقين كانت من خلال اقتراح الأصدقاء المقربين لوالده، فأثناء فترة العلاج في لندن اقترحوا على والده أن يشركه في نادي المعاقين فور عودته من رحلة العلاج، وقد انظم إلى النادي في عام 1982 بعد عودته من لندن، فبدأ مع لعبة الفلوريه ثم تخصص في «الابيه، الفلوريه»، وأول بطولة له كانت أولمبياد انكلترا للمعاقين سنة 1984 ولم يحرز بها لقبا لانه انسحبت قبل دخوله الملعب، جاء ذاك القرار من مدربه وطلب منه المغادرة لان المجموعة التي سوف يلعب معها يوجد بها لاعب إسرائيلي. (يمنع لاعبي دولة الكويت من مواجهة أي لاعب إسرائيلي).

## إنجازاته
- الحصول على الميدالية الذهبية أكثر من 25 مره على مستوى البطولات العالمية.
- الحصول على السيف الملكي لاحسن لاعب بالعالم من أمريكا تكساس.
- الحصول عى سيف الشرف لأحسن لاعب بالعالم مرتين من بولندا وارسو.
- الحصول على شهادة الإبداع الرياضي على مستوى الدولة من الهيئة الرياضية.
- الحصول على كأس احسن لاعب بالعالم من بودابست هنجاريا.
- الحصول على شهادة تقدير من اللجنة المنظمة بإيطاليا بيزا للتميز الرياضي.
- الحصول على كأس العالم بأسبانيا اوفيودو بيوم عيد الوطني 25 فبراير.
- الحصول على كأس أحسن لاعب بالعالم بالتصنيف العالمي الأول يوم 26 فبراير عيد التحرير.
- الحصول على دبلوم رياضة للإبداع بالمبارزة بأسبانيا سيفيلا.
- الحصول على التصنيف الأول على العالم على أوروبا وآسيا وأمريكا عدة مرات.
- الحصول على لقب أحسن لاعب بالعالم باللعبتين بالتصنيف الأول عالمياً بإيطاليا.
- الحصول على كأسان عالميان لأحسن لاعب في بطولة كأس العالم بتورينو.
- الحصول على بطولة الكويت مع الأصحاء المركز الأول بذهبية مرتين.
- الحصول على بطولة آسيا مرتين متتاليتين في تايبيه ومنها التأهل لبكين 2008.
- الحصول على بطولة الكويت الشيخ / يوسف السعود الصباح – ذهبية الفلورية.
- الحصول على بطولة كأس العالم بفرنسا – باريس – نوفمبر 2007 ببرونزية الثالث على العالم فردي فلوريه.
- الحصول على جائزة الإبداع على مستوى دولة الكويت.
- الحصول على بطولة كأس العالم بإيطاليا – لوناتو مايو 2008 ذهبية فردي بلعبة الايبيه وذهبية الفرق ايبيه وأحسن لاعب بالعالم.
- الحصول على دعوة المشاركة في بطولة بطل أبطال العالم لمبارزة المعاقين في إيطاليا ميلانو في أكتوبر القادم وذلك بمناسبة اختياري أفضل لاعب بالعالم 2008 لحصولي على ذهبية لعبة الايبيه فردي بلوناتو الإيطالية مايو 2008
- الحصول على برونزية لعبة الفلوريه – فردي وبرونزية الايبيه – فردي في بطولة كأس العالم لمبارزة المعاقين في وارسو البولندية 2008
- الحصول على أحسن لاعب بالعالم من ضمن ثمانية لاعبين عالميين أولمبيين من دورة الألعاب الأولمبية بكين -الصين.
- الحصول على بطولة بطل أبطال العالم بذهبية لعبة الايبيه بميلانو الإيطالية 2008 وأحسن لاعب بالعالم.